# Merchawja (moszaw)
Merchawja (hebr. מרחביה; ang. Merhavya Moshav lub Merhavia) – moszaw położony w Samorządzie Regionu Emek Jizre’el, w Dystrykcie Północnym, w Izraelu.

## Położenie
Moszaw Merchawja jest położony na wysokości od 70 do 85 metrów n.p.m. we wschodniej części intensywnie użytkowanej rolniczo Doliny Jezreel w Dolnej Galilei, na północy Izraela. Dolina ta przechodzi dalej w kierunku południowo-wschodnim w Dolinę Charod. Na północny wschód od osady teren wznosi się w masyw góry Giwat ha-More (515 m n.p.m.). Z jej zboczy spływają strumienie, z których największym jest Merchawja. Przepływa on na wschód od moszawu i łączy się na południowym wschodzie ze strumieniem Jezreel. W jego otoczeniu znajduje się miasto Afula, kibuce Merchawja i Jizre’el, moszawy Kefar Jechezkel, Awital, Addirim i Dewora oraz arabska wioska Sulam.
Merchawja jest położona w Samorządzie Regionu Emek Jizre’el, w Poddystrykcie Jezreel, w Dystrykcie Północnym Izraela.

## Historia

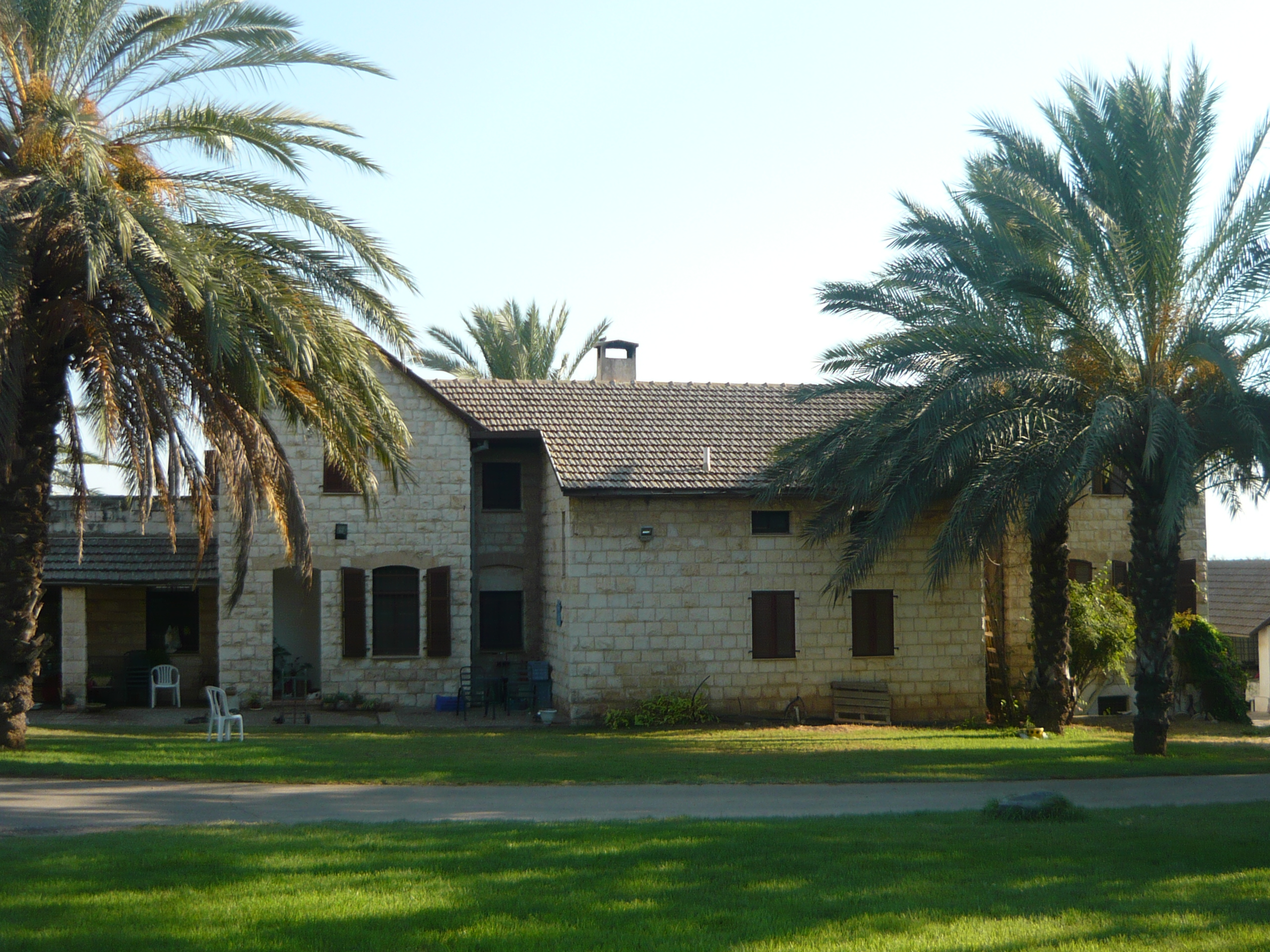
Dom Blumenfelda w moszawie Merchawja

W przeszłości miejsce to było nazywane El-Fuleh (Ziarna), i jest utożsamiane z miejscem wspomnianym pod nazwą „alfa” w liście faraona Totmesa III (XV wiek p.n.e.).
W 1099 roku cały ten rejon wszedł w skład Królestwa Jerozolimskiego. Krzyżowcy wznieśli tutaj zamek obronny znany jako la Feve lub Castrum Fabe. Zamek został zdobyty i zniszczony w 1187 roku przez muzułmańskie wojska Saladyna. Według historyków, przy zamku istniała wówczas wioska al-Fula, która jest wspominana pod koniec XVI wieku. W 1517 roku cała Palestyna przeszła pod panowanie osmańskie. W 1799 roku w rejonie tym francuskie wojska stoczyły z Turkami bitwę pod Górą Tabor. W 1838 roku protestancki podróżnik i biblista Edward Robinson opisał wioskę al-Fula jako „opuszczoną”. W 1859 roku angielski konsul Rogers napisał, że wioska posiadała 64 mieszkańców. W 1875 roku odwiedził ją francuski podróżnik Victor Guérin. W 1882 roku stowarzyszenie Palestine Exploration Fund. opisało al-Fulę jako „małą wieś z kilkoma kamiennymi domami pośrodku. Stoi na wzniesieniu i jest otoczona polem kukurydzy, a na północy ma bagniste ziemie. Woda jest doprowadzona z odwiertów na zachód od wioski. Wokół miejsca są zachowane pozostałości starożytnego zamku krzyżowców”.
Na początku XX wieku rozpoczęło się osadnictwo żydowskie w Palestynie. Realizując plany Światowej Organizacji Syjonistycznej, różne żydowskie organizacje wykupywały od 1910 roku grunty w Dolinie Jezreel. To właśnie wtedy, Franz Oppenheimer nabył 300 hektarów ziemi w centralnej części doliny. W 1911 roku powstała tutaj spółdzielnia Merchawja. Było to eksperymentalne gospodarstwo rolne, w którym członkowie organizacji syjonistycznych uczyli się podstaw rolnictwa. Podczas I wojny światowej w 1915 roku na północny wschód od gospodarstwa wybudowano pas startowy. Stacjonowała tutaj niemiecka 17 Eskadra lotnicza. W wyniku wojny w 1918 roku cała Palestyna przeszła pod panowanie Brytyjczyków, którzy w 1922 roku formalnie utworzyli na tym obszarze Mandat Palestyny. Umożliwiło to w kolejnych latach dalszy rozwój osadnictwa żydowskiego. Spółdzielnia Merchawja przechodziła jednak poważne trudności gospodarcze, a jej mieszkańcy cierpieli od chorób. Z tego powodu w 1921 roku rozwiązano spółdzielnię, a w gospodarstwie zamieszkała grupa osadników. W 1922 roku nastąpiło formalne utworzenie moszawu Merchawja. W 1929 roku do osady przyjechała grupa młodzieży z organizacji syjonistycznej Ha-Szomer Ha-Cair. Byli to nowi imigranci pochodzący z Galicji (z Polski). Przeszli oni wstępne szkolenie rolnicze w rejonie Hajfy, i w 1929 roku założyli nowy kibuc Merchawja. W poszukiwaniu skutecznego rozwiązania narastającego konfliktu izraelsko-arabskiego w dniu 29 listopada 1947 roku została przyjęta Rezolucja Zgromadzenia Ogólnego ONZ nr 181. Zakładała ona między innymi, że moszaw Merchawja miał znaleźć się w granicach nowo utworzonego państwa żydowskiego. Arabowie odrzucili tę Rezolucję i dzień później doprowadzili do wybuchu wojny domowej w Mandacie Palestyny. Na samym jej początku siły Arabskiej Armii Wyzwoleńczej zajęły pobliskie wioski i sparaliżowały żydowską komunikację w regionie. Dopiero działania izraelskiej armii podjęte na początku I wojny izraelsko-arabskiej zabezpieczyły Dolinę Jezreel, stwarzając warunki do dalszego rozwoju tutejszych osiedli. W latach 90. XX wieku moszaw znalazł się w kryzysie ekonomicznym, co wymusiło na jego mieszkańcach przeprowadzenie w częściowej prywatyzacji.

### Nazwa
Nazwa moszawu wywodzi się z Biblii i w sensie metaforycznym odnosi się do doświadczeń Żydów przybywających do Ziemi Izraela. Pragnęli oni uwolnienia od prześladowań i cierpień, a szukali miejsca bezpiecznego zamieszkania.

## Demografia
Większość mieszkańców moszawu jest Żydami, jednak nie wszyscy identyfikują się z judaizmem. Tutejsza populacja jest świecka:

## Gospodarka i infrastruktura
Gospodarka moszawu opiera się na intensywnym rolnictwie. Poza uprawami polowymi uprawia się warzywa, kwiaty, drzewa owocowe. Jest także obora bydła mlecznego. W moszawie jest przychodnia zdrowia, sklep wielobranżowy i warsztat mechaniczny.

## Transport
Przez moszaw przebiega droga nr 7155, którą jadąc na wschód dojeżdża się do arabskiej wioski Sulam, natomiast jadąc nią na zachód dojeżdża się do kibucu Merchawja i dalej do drogi nr 71 i miasta Afula.

## Edukacja i kultura i
Moszaw utrzymuje przedszkole. Starsze dzieci są dowożone do szkoły podstawowej i średniej w kibucu Mizra. W moszawie znajduje się ośrodek kultury z biblioteką, sala sportowa i boiska. Moszaw posiada własną synagogę i mykwę.